# Ana Carolina Silva de Moura
Ana Carolina Silva de Moura est une para-taekwondoïste brésilienne née le 27 novembre 1995. Elle s'octroie la médaille d'or aux Jeux paralympiques d'été de 2024 à Paris en France.

## Biographie

### Para-taekwondo comme moyen d'auto-défense
Ana Carolina Moura voit le jour à Belo Horizonte le 27 novembre 1995 avec une malformation congénitale à l'avant-bras droit. Elle a pratiqué divers sports, notamment le football, la danse et la gymnastique rythmique avant de débuter dans le para-taekwondo en 2016. Son souhait était de trouver un moyen d'auto-défense après avoir été privée d'un bijou en or qui avait une valeur sentimentale pour elle, à la suite d'un vol dans le centre-ville de Belo Horizonte.

## Carrière

### Formation sportive
Sous la direction de l'entraîneur national Rodrigo Ferla et de son entraîneur personnel, Edilson de Paula, elle renforce ses talents de combattante. Sa formation au centre sportif de l'Université fédérale du Minas Gerais est déterminante dans son développement en tant que sportive de haut niveau.  

### Médaillée d'or aux Jeux parapanaméricains 2023
Elle évolue en para-taekwondo dans la catégorie K44, pour les moins de 65kg. Lors des Jeux parapanaméricains de 2023 à Santiago au Chili, elle remporte la médaille d'or.  

### Médaillée d'or aux Jeux paralympiques d'été de 2024
Qualifiée pour les Jeux paralympiques d'été de 2024 à Paris, elle remporte la victoire lors de sa confrontation contre Christina Gkentzou représentant la Grèce en quart de finale. En demi-finale, c'est face à Marie Antoinette Dassi du Cameroun que la victoire lui sourit à nouveau. En finale, elle surclasse la française Djelika Diallo  et devient championne paralympique,. 

## Palmarès
| Date | Compétition                      | Lieu     | Place |
| ---- | -------------------------------- | -------- | ----- |
| 2023 | Jeux parapanaméricains           | Santiago | 1re   |
| 2024 | Jeux paralympiques d'été de 2024 | Paris    | 1re   |